# Kanadische Badmintonmeisterschaft 1933
Die Kanadische Badmintonmeisterschaft 1933 fand Anfang März 1933 in Montreal statt.

## Finalresultate
| Disziplin    | Sieger                                | Finalist                          | Ergebnis     |
| ------------ | ------------------------------------- | --------------------------------- | ------------ |
| Herreneinzel | Douglas Grant                         | Charlie Jones                     | 15-4, 15-1   |
| Dameneinzel  | Ruth Robertson                        | Alice Boivin                      | 14-11, 11-8  |
| Herrendoppel | Pat Burrows Douglas W. R. McKean      | H. S. Henderson Cyril Andrews     | 17-14, 15-4  |
| Damendoppel  | E. W. Whittington Nora Crossley       | Margaret Robertson Ruth Robertson | 15-6, 15-10  |
| Mixed        | George Goodwin Jr. Margaret Robertson | Bev Mitchell Ruth Robertson       | 18-17, 15-12 |